# Марция Фурнилла
Ма́рция Фурни́лла (лат. Marcia Furnilla; умерла после 65 года) — вторая супруга римского императора Тита и мать Юлии Флавии.

## Биография
Марция Фурнилла происходила из рода Марциев, которые утверждали, что произошли от римского царя Анка Марция. Была дочерью римского сенатора Квинта Марция Барея Сура и Антонии Фурниллы. Её сестрой была Марция, мать Ульпии Марцианы и будущего римского императора Траяна. Её отец был другом будущего римского императора Веспасиана (который был отцом Тита); её дядей по отцовской линии был сенатор Квинт Марций Барея Соран. Дед Фурниллы по отцовской линии был Квинт Марций Барея Соран, консул-суффект в 34 году и проконсул провинции Африки в 41—43 годах.
Марция Фурнилла родилась и выросла в Риме. Она вышла замуж за Тита, овдовевшего в 63 году. Брак между Титом и Фурниллой был заключён по договорённости. Этот брак был выгоден для Тита, поскольку способствовал его политической карьере. Гай Светоний Транквилл описывает Фурниллу как женщину с «очень хорошими связями». 17 сентября 64 года в Риме Фурнилла родила Титу дочь Юлию Флавию.
Как и первый брак Тита, второй также не продлился долго. Семья Фурниллы была связана с противниками римского императора Нерона, и после провала заговора Пизона в 65 году они лишились расположения принцепса. Тит не хотел быть связанным с какими-либо потенциальными заговорщиками и развёлся с Фурниллой, однако продолжил воспитывать их дочь.
Судьба Фурниллы после развода неизвестна. После смерти её тело было помещено в мавзолей Гая Сульпиция Платорина, магистрата времён правления императора Августа, в Риме.